# Prijevoj Ljubelj
Prijevoj Ljubelj (slo. prelaz Ljubelj; njem. Loiblpass) je visoki planinski prijevoj u nizu Karavanki u Južnim vapnenačkim Alpama koji povezuje Austriju sa Slovenijom. Cesta preko prijevoja Ljubelj je najkraća veza između koruškog grada Ferlacha i Tržiča u Gorenjskoj te dio europske rute E652 od Klagenfurta do Nakla.

## Geografija
Prijevoj se nalazi na samoj austrijsko-slovenskoj granici na 1367 metara nadmorske visine, istočno od masiva Stol. Planinska cesta (Loiblpass Straße, B 91), jedna od najstrmijih u istočnim Alpama, vijuga iz široke doline Drave u brojnim oštrim zavojima do vrha prijevoja, paralelno s potokom Loiblbach i slikovitim klancem Čepa s nekoliko slapova. Od prijevoja Kleiner Loibl (Sapotnica) odvaja se mala cesta prema udaljenoj dolini Bodental. Od 1963. do 1964. promet se odvija kroz tunel s dvije trake na 1,069 m ispod vrha planine. Južno od prijevoja spušta se cesta preko Podljubelja do Tržiča u Savskoj dolini i dalje do autoceste A2. Obližnji planinski prijevoji su Wurzen na zapadu i Jezerski vrh na istoku.
Nekada jedna od najvažnijih cestovnih veza između glavnog grada Koruške Klagenfurta i Kranja u Kranjskoj, značaj prijevoja Ljubelj smanjen je od 1991., kada je otvoren je 7864 metara dugi tunel Karawanken Autoway Tunnel, koji povezuje austrijsku Karawanken Autobahn (A 11) od Villacha sa slovenskom autocestom A2 do Ljubljane. Prijevoj je danas zatvoren za gust promet. Granične kontrole su ukinute kada se Slovenija pridružila Schengenskom području 21. prosinca 2007., ali su privremeno vraćene za ulazak u Austriju nakon povećanog broja ilegalnih prelazaka granice tijekom europske migrantske krize 2015.-2016.

## Povijest
Od davnina su se koristile različite staze koje su povezivale Virunum u rimskoj provinciji Norik s Emonom (današnja Ljubljana). U srednjem vijeku strateška važnost prijevoja Ljubelj ponovno je porasla, kada je u 11. stoljeću car Henrik III. odvojio jugoistočnu marku Kranjske od Koruške. Akvilejski patrijarsi, koji su upravljali markgrofovijom od 1077., povjerili su održavanje prolazne ceste cistercitskim redovnicima novoosnovane opatije Viktring, koji su dali podići hospitium i kapelu posvećenu svetom Leonardu. Unatoč tome, redovnici su se morali suprotstaviti zahtjevima lokalnih lorda dvorca Hollenburg (Humberk), koji su preuzeli posjed do 1488. Od 1335. i koruškim i kranjskim carskim posjedima na sjeveru i jugu vladali su habsburški knezovi Austrije.
Prijevoj je postao važna trgovačka ruta nakon što je grad Trst u kasnom 14. stoljeću prešao pod okrilje habsburških nadvojvoda. Otprilike od 1560. koruški su posjedi imali proširenu bivši stazu i 150 m dugi tunel izgrađen ispod grebena Karavanki, rani primjer modernog inženjeringa koji je kasnije morao biti uklonjen zbog nedostatka sigurnosti. Još jedan pokušaj planiran je u 17. stoljeću; međutim, kada je 1728. godine car Karlo VI. obišao zemlje Habsburške monarhije, ipak je morao preći vrh Ljubelj zaustavljajući se u konobi Deutscher Peter sjeverno od prijevoja. Nakon toga naredio je proširenje planinske ceste kao dijela duge rute od glavnog grada Austrije Beča do luke Trst. U znak sjećanja na njegov boravak na vrhu prijevoja podignuta su dva obeliska.

## Tunel Loibl
Tijekom Drugog svjetskog rata, po zapovijedi nacističkog gauleitera Koruške, Friedricha Rainera, a 1,068 m iznad razine mora je izgrađen 1,570 m metara dugačak tunel, kako bi zaobišli strme gornje dijelove planinske ceste. Radove je izvela bečka građevinska tvrtka Universale Hoch- und Tiefbau, zapošljavajući 660 civilnih radnika, nekoliko koje je poslala Service du travail obligatoire iz Višijske Francuske, te 1652 prisilna radnika opskrbljena ugovorom sa SS-om. Ovi zatvorenici bili su internirani u dva manja podlogora koncentracijskog logora Mauthausen-Gusen, po jedan sa svake strane prolaza. Stavljeni su pod zapovjedništvo Obersturmführera Juliusa Ludolfa, koji je služio u Mauthausenu od 1940. i bio je poznat po svojim pretjeranim premlaćivanjima.
Izgradnja tunela s južne strane započela je u ožujku 1943. Prvi prisilni radnici stigli su u Tržič u lipnju, a pripadnici SS-a odmah su ih prevezli na prijevoj Ljubelj. Većina zatvorenika bili su ratni zarobljenici i politički zatvorenici. Internirani su s njemačkim i austrijskim kriminalcima koji su preuzeli kapovske funkcije. U nehumanim uvjetima, oko 40 radnika na prisilnom radu umrlo je ili od gladi i iscrpljenosti, ili su ubijeni od maltretiranja, nesreća na radu i odrona kamenja. U kolovozu je Ludolf smijenjen s dužnosti nakon što se građevinska tvrtka žalila na broj zatvorenika koji su zbog premlaćivanja i mučenja postali nesposobni za rad. Kako bi se radna snaga održala učinkovitom, stotine ozlijeđenih ili bolesnih zatvorenika poslano je natrag u glavni logor ili ih je logorski liječnik Sigbert Ramsauer ubio na licu mjesta ako ih nije bilo moguće prevesti ubrizgavanjem benzina.
Proboj tunela dogodio se u prosincu 1943. godine. Rainer i nekoliko visokih SS- ovaca došli su provjeriti projekt. Prva vozila Wehrmachtove vojske prošla su kroz vrlo tijesan tunel 4. prosinca 1944. godine. Vojni promet, njemački vojnici u povlačenju s jugoslavenske fronte i izbjeglice koristili su tunel do zatvaranja 1947. godine. Na kraju rata, 7. svibnja 1945., preživjelih 950 zatvorenika iz dva logora uglavnom su napustili stražari i krenuli su marširati prema Feistritz im Rosentalu, gdje su se sljedećeg dana susreli s jugoslavenskim partizanima. Kako su se preživjeli zapravo 'sami oslobodili', njihovi su bili jedini podlogori Mauthausen-Gusena koji nisu bili ni evakuirani ni oslobođeni.
Američki vojni sud osudio je zapovjednika Juliusa Ludolfa na smrt 13. svibnja 1946. godine. Streljan je 28. svibnja 1947. godine. Britanski vojni sudovi osudili su 10. studenog 1947. dvojicu drugih SS zapovjednika logora, Jakoba Winklera i Waltera Briezkea, na smrt, a logorskog liječnika Sigberta Ramsauera 10. listopada 1947. osudili su na doživotni zatvor. Ramsauer je ipak pušten 1954. godine i ubrzo je dobio posao u državnoj bolnici u Klagenfurtu. Danas ploče na portalu austrijskog tunela i spomenik na slovenskoj strani, podignut na mjestu južnog logora Loibl, obilježavaju nepravde. Zajednički parastos održan je 13. lipnja 2015.
Tunel je ponovno otvoren kao granični prijelaz između Austrije i Federativne Narodne Republike Jugoslavije 1950., a ranih 1960-ih proširen je na dvije trake u studenom 1963.  Stara cesta preko vrha planinskog prijevoja zatvorena je za motorni promet od 1967. godine.

## Rekreacija
Ljeti stari cestovni prijevoj omogućuje pristup pješačkim stazama duž glavnog grebena Karawank. Gotovo svake zime na južnoj (slovenskoj) strani prijevoja postavljeno je sanjkanje.

## Vanjske poveznice
|  | Zajednički poslužitelj ima još gradiva o temi Prijevoj Ljubelj |

- Profile on climbbybike.com  Arhivirana inačica izvorne stranice od 3. ožujka 2016. (Wayback Machine)
- Loibl Pass  Arhivirana inačica izvorne stranice od 28. prosinca 2018. (Wayback Machine). Information about Loibl Pass (German)